# Aatos Lehtonen
Aatos Ensio Lehtonen (Helsinki, 15 februari 1914 – Hyvinkää, 10 april 2005) was een voetballer uit Finland, die speelde als aanvaller voor onder meer HJK Helsinki gedurende zijn carrière. Na zijn actieve loopbaan stapte hij het trainersvak in. Lehtonen begeleidde de Finse nationale ploeg onder meer bij de Olympische Spelen van 1952 in Helsinki. Hij overleed op 91-jarige leeftijd.

## Interlandcarrière
Lehtonen, bijgenaamd Atski, speelde in totaal negentien interlands voor Finland in de periode 1936 -1941, en scoorde zeven keer voor de nationale ploeg. Hij vertegenwoordigde zijn vaderland bij de Olympische Spelen van 1936 in Berlijn, Duitsland, waar Finland in de eerste ronde werd uitgeschakeld na een 7-3 nederlaag tegen Peru. Doelpuntenmakers namens Finland waren Ernst Grönlund, Pentti Larvo en William Kanerva.

## Erelijst
HJK Helsinki
- Landskampioen

1936, 1938